# Mari Pårup

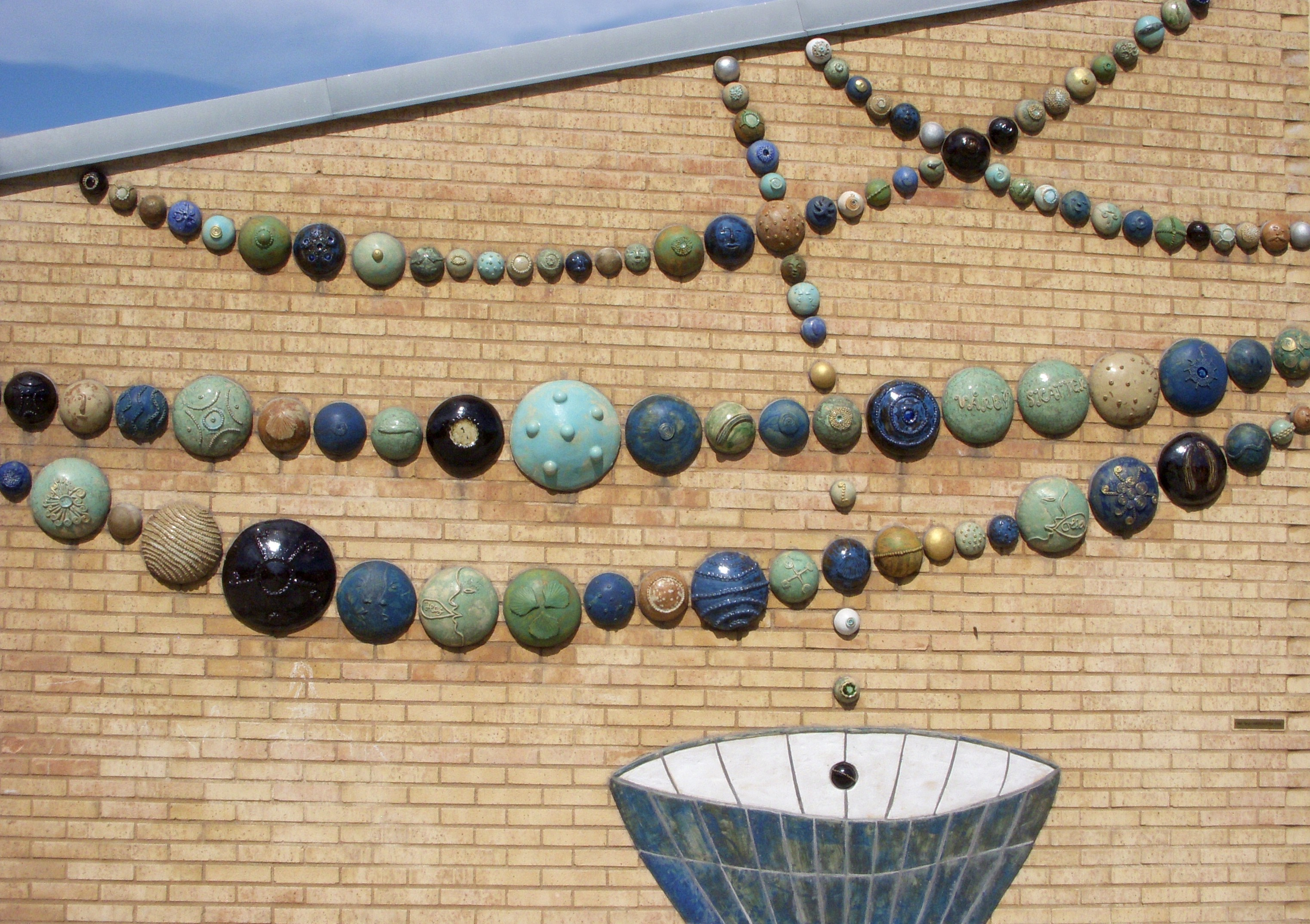
Vårbyskatter i Vårby Gård

Elsa Mari Pårup, född 23 juli 1955 i Stockholm, är en svensk skulptör och keramiker.
Mari Pårup utbildade sig på keramiklinjen på Nyckelviksskolan 1978-79, på Orrefors glasskola 1979 och på glas- och keramiklinjen på Konstfack i Stockholm 1979-85. Hon har arbetat som lärare vid Nyckelviksskolan och är från läsåret 2010/11 huvudlärare för linjen Keramisk form. 

## Offentliga verk i urval
- Solen och tiden har sin gång, 1997, Medborgarplatsens tunnelbanestation i Stockholm
- Stenträdgården, gård med skulpturer i keramik, Bromma sjukhus i Stockholm
- Dansande krukor, stengods, 1995, Kungsholms gymnasium i Stockholm i keramik
- Mur med kearmikplattor, 2002, Södra Hammarbyhamnen i Stockholm
- Vårbyskatter, 2008, fasaden på Vårbyhuset, Vårby Gård i Huddinge kommun
- Röda mattan, 2003, fotgängartunneln vid Sundbybergs torg
- Djungel, glaserat stengods, 2010, kvarteret Spektern, Regeringsgatan i Stockholm
- Lekskulptur i betong, Stockholm